# C.F.F. e il Nomade Venerabile
 (mai 2024).
La mise en forme du texte ne suit pas les recommandations de Wikipédia : il faut le « wikifier ».
Les points d'amélioration suivants sont les cas les plus fréquents. Le détail des points à revoir est peut-être précisé sur la page de discussion.
- Les titres sont pré-formatés par le logiciel. Ils ne sont ni en capitales, ni en gras.
- Le texte ne doit pas être écrit en capitales (les noms de famille non plus), ni en gras, ni en italique, ni en « petit »…
- Le gras n'est utilisé que pour surligner le titre de l'article dans l'introduction, une seule fois.
- L'italique est rarement utilisé : mots en langue étrangère, titres d'œuvres, noms de bateaux, etc.
- Les citations ne sont pas en italique mais en corps de texte normal. Elles sont entourées par des guillemets français : « et ».
- Les listes à puces sont à éviter, des paragraphes rédigés étant largement préférés. Les tableaux sont à réserver à la présentation de données structurées (résultats, etc.).
- Les appels de note de bas de page (petits chiffres en exposant, introduits par l'outil «  Source ») sont à placer entre la fin de phrase et le point final[comme ça].
- Les liens internes (vers d'autres articles de Wikipédia) sont à choisir avec parcimonie. Créez des liens vers des articles approfondissant le sujet. Les termes génériques sans rapport avec le sujet sont à éviter, ainsi que les répétitions de liens vers un même terme.
- Les liens externes sont à placer uniquement dans une section « Liens externes », à la fin de l'article. Ces liens sont à choisir avec parcimonie suivant les règles définies. Si un lien sert de source à l'article, son insertion dans le texte est à faire par les notes de bas de page.
- La présentation des références doit suivre les conventions bibliographiques. Il est recommandé d'utiliser les modèles {{Ouvrage}}, {{Chapitre}}, {{Article}}, {{Lien web}} et/ou {{Bibliographie}}. Le mode d'édition visuel peut mettre en forme automatiquement les références.
- Insérer une infobox (cadre d'informations à droite) n'est pas obligatoire pour parachever la mise en page.

Pour une aide détaillée, merci de consulter Aide:Wikification.
Si vous pensez que ces points ont été résolus, vous pouvez retirer ce bandeau et améliorer la mise en forme d'un autre article.
C.F.F. e il Nomade Venerabile sont un groupe musical italien né à Gioia del Colle (Pouilles) en 1999.

## Le style
Le groupe se caractérise par une approche expérimentale qui combine la musique (new wave, rock) avec la danse-théâtre et l'art vidéo.
L'abréviation C.F.F.  signifie Conceptuel (Concettuale en italien) Physique (Fisico) Inconfort (Fastidio). Conceptuel parce que le texte a une importance centrale dans les chansons. Physique et Inconfort parce que le groupe a proposé des concerts multidisciplinaires avec de forts contrastes visuels et sonores. Le Nomade et le Venerabile sont les pseudonymes des deux garçons qui étaient responsables des représentations théâtrales dans les premières années d'activité,.

## Histoire

### Les débuts (1999-2003)
Les débuts sur disque ont lieu avec le mini-cd Presa diretta, enregistré en 2002 lors de l'émission radio Vitamine de ControRadio. Ils participent à la tournée I-Tim de Red Ronnie à Matera et, après avoir remporté le festival de rock "Liberi Tutti" à Reggio Calabria et après avoir ouvert le concert de Caparezza au Jumpin 'Rock Festival de Bari, ils publient le premier CD Ghiaccio (réédité en 2005 par Elleu Multimedia / Banda Larga) et le présentent au M.E.I. (Meeting delle Etichette Indipendenti) à Faenza.

### La période new wave (2004-2008)
Après la publication de Ghiaccio, il y a une intense activité live (en 2004, ils totalisent 52 concerts dans toute l'Italie): ils jouent au Festival Rock In Corso à Venafro et ouvrent le concert de Marlene Kuntz; en 2005 ils sont les invités du festival "Atellana" à Succivo avec Giorgio Canali e i Rossofuoco, du festival "Orte Rock" à Orte avec Moltheni et de la "Revue Créative" à Bologne. Toujours en 2005, ils jouent au Sziget Festival à Budapest; en 2006, ils remportent le festival Roccalling de Roccagorga et jouent au Venerelettrica International Female Rock Festival à Pérouse (la directrice artistique Paola Turci déclare à Corriere dell'Umbria du 4 mars 2006: « J'ai vu la performance de C.F.F. e il Nomade Venerabile: j'ai beaucoup apprécié leur capacité à oser, à dépasser les limites de la créativité »).

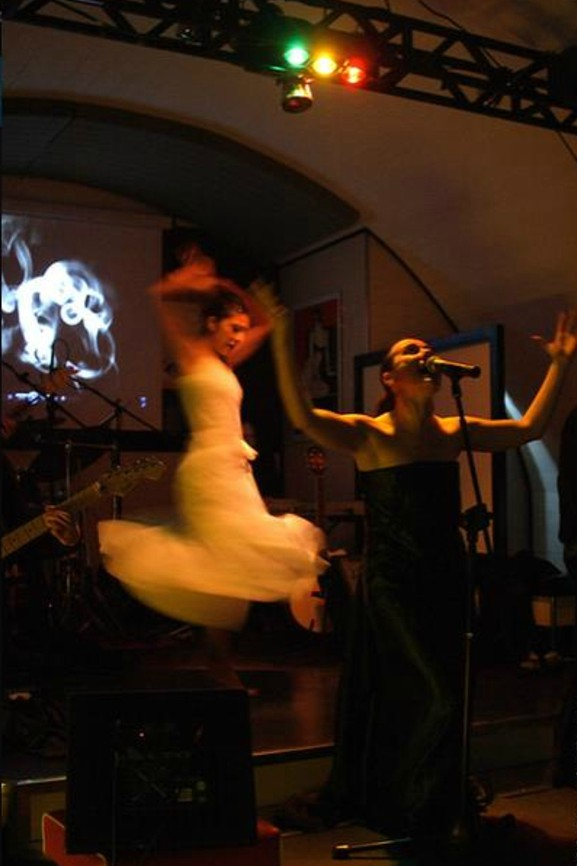
C.F.F. e il Nomade Venerabile en 2008, photo de Daniela Errico

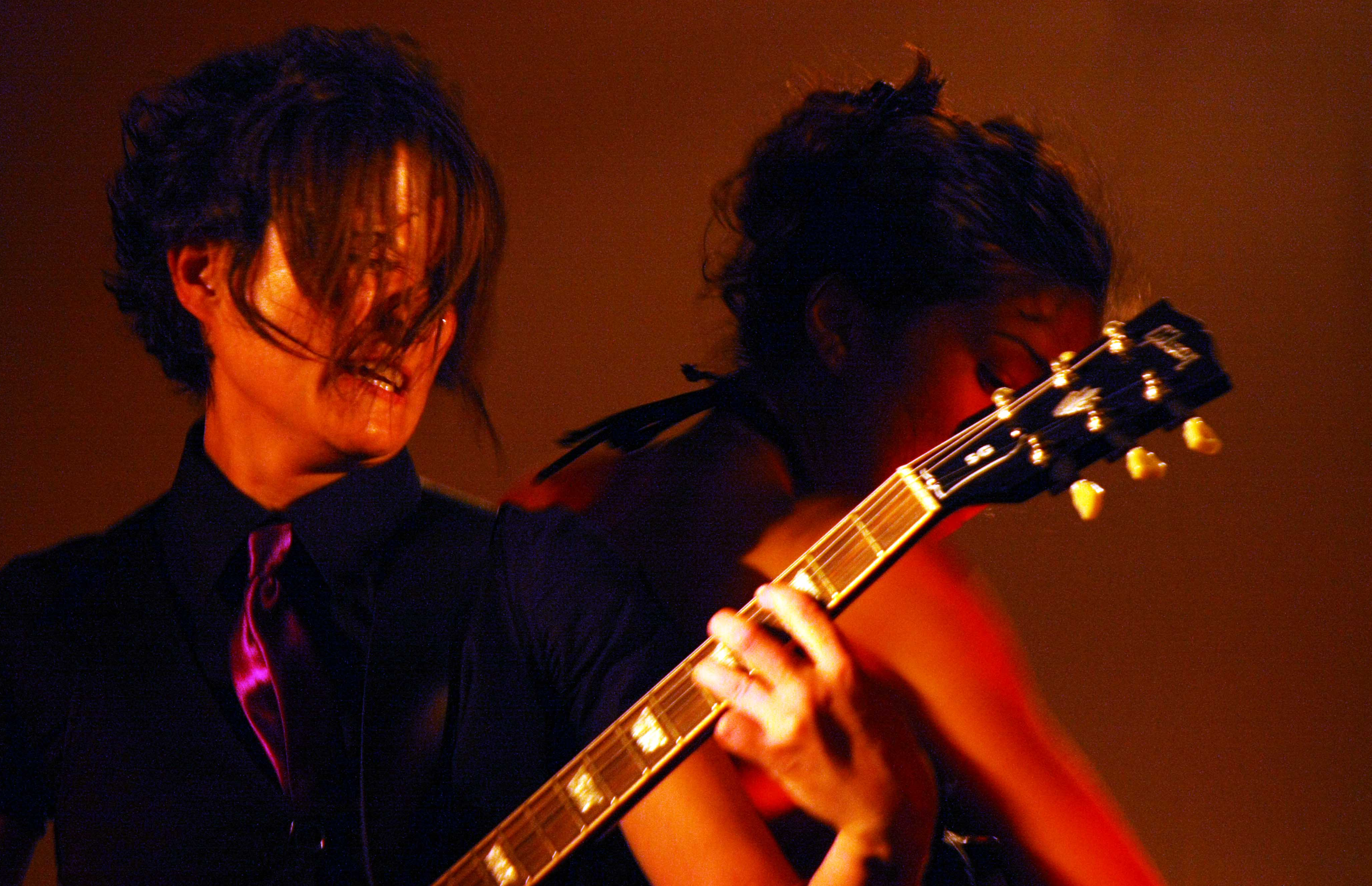
C.F.F. e il Nomade Venerabile en 2009, photo de Rosa Paolicelli

Au cours de ces années, ils reçoivent beaucoup d'attention de la presse spécialisée, avec des articles parus sur Rockerilla (octobre 2004) et dans le numéro de mai 2006 de Rolling Stone Italia, et de la part des stations de radio nationales telles que Radio Onda Rossa et Radio Popolare. La journaliste Antonella Gaeta écrit un article spécial sur La Repubblica du 17 septembre 2005, intitulé « Après la taranta, voici le rock. Sur la musique c'est l'effet des Pouilles », dédié à 5 groupes, parmi lesquels C.F.F. e il Nomade Venerabile et Negramaro.
Une chanson de l'album, Satori, est sélectionnée pour la compilation The Best of Indies in Italy (Eko Music / Audiocoop), distribuée au MIDEM 2006 à Cannes. La chanson Fiumani, dédiée au leader du groupe historique new wave italien Diaframma, Federico Fiumani, est sélectionnée pour la compilation The best of DEMO 2004-2005, réalisée par le personnel de l'émission DEMO de Rai Radio 1.
En décembre 2006 ils commencent à collaborer avec la compagnie de théâtre de danse Res Extensa d'Anna Moscatelli et Elisa Barucchieri et ils sortent le deuxième album Circostanze (Otium Records / Tre Lune Records),, révisé sur les pages de D - La Repubblica delle Donne (20 janvier 2007). 
La visite commence au Villaggio Globale de Rome et se poursuit pendant 40 dates, y compris la participation au Festival Pigro, un hommage à Ivan Graziani au théâtre municipal de Teramo. A l'occasion de l'une de ces dates, Rosaria Renna signale la voix du C.F.F. e il Nomade Venerabile Anna Maria Stasi en tant que jeune Antonella Ruggiero.
Certaines pistes de l'album font partie de la bande originale de Ageroland, un film de Carlotta Cerquetti,.

### La période rock (2009-2013)
2009 est l'année de Lucidinervi (Otium Records / Compagnia Nuove Indye),, soutenu par une tournée partagée entre festivals et music club. Lucidinervi est revu par le mensuel spécialisé Il Mucchio Selvaggio (septembre 2009). Dans cet album, il y a la chanson Un jour noir qui contient un texte dans lequel ils retravaillent la poésie Spleen de Charles Baudelaire et il y a les collaborations de certains représentants importants de la musique indépendante italienne tels que Paolo Benvegnù dans la chanson Amore et Yo Yo Mundi dans la cover Ho visto Nina volare de Fabrizio De Andrè. La chanson Amore se classe parmi les dix premières places dans le classement Indie Music Like (plus de 150 médias et nouveaux médias de toute l'Italie votent pour leurs morceaux de musique italienne indépendants préférés) organisés par le Meeting delle Etichette Indipendenti. Paolo Benvegnù déclare: « C.F.F. e il Nomade Venerabile pour moi, ils sont l'un des meilleurs groupes d'Italie » (Barisera, 29 juillet 2009).
Pendant cette période, la chanteuse Anna Maria Stasi est l'invitée de Yo Yo Mundi au théâtre Ariston de Sanremo pour le prix Tenco 2009.

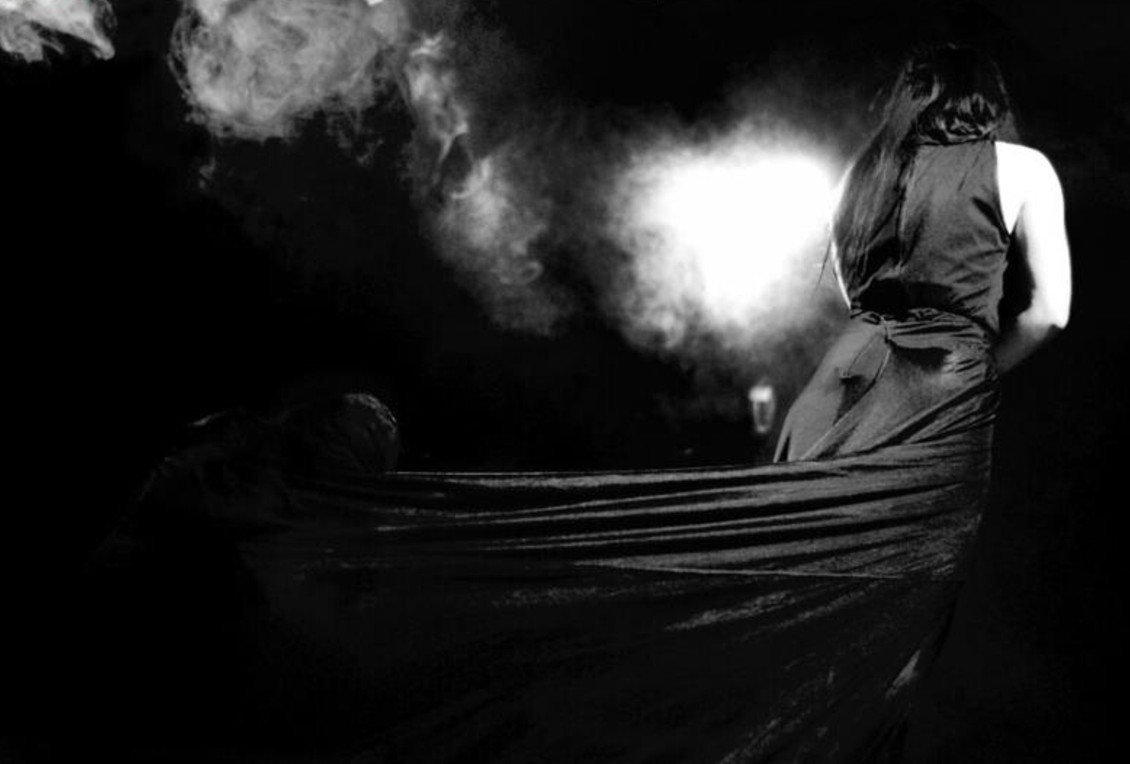
C.F.F. e il Nomade Venerabile en 2010, photo de Cristiano Valente

À l'été 2011, ils sont récompensés par la direction artistique du Festival Valle Ofanto de Margherita di Savoia avec la plaque du Prix spécial Matteo Salvatore, en collaboration avec le Club Tenco.
En 2013, ils publient Attraverso (autoproduction), qui contient 13 chansons, genre stoner rock et post-rock,. Attraverso est sélectionné parmi les albums « en évidence » de Rockit.
La même année, le bassiste Vanni La Guardia conçoit Rockerella, un projet composé d'un CD-compilation, d'un festival et d'un documentaire sur l'histoire de la musique de Gioia del Colle des années 1950 à nos jours.

### C.F.F. (2014-2018)
En 2014, après un changement la formation se réduit à un trio, qui publie comme C.F.F. l'EP électro-acoustique Al cuore (Maxsound Records), présenté en avant-première au M.E.I. (Meeting delle Etichette Indipendenti) à Faenza et revu par Classic Rock Italia. La même année, ils sont sélectionnés pour les auditions Musicultura à Macerata, ils sont finalistes nationaux pour le prix Fabrizio De Andrè à Rome et ils remportent le "Prix Pierangelo Bertoli Nouveaux auteurs-compositeurs" au Théâtre Carani à Sassuolo, dont le jury est composé de Massimo Cotto (Virgin Radio), Giancarlo Governi (RAI), Andrea Scanzi (Il Fatto Quotidiano).
L'année suivante, ils sortent le vinyle et le cd Canti Notturni (Maxsound Records / Audioglobe),, soutenu par une campagne de financement participatif sur Musicraiser, avec la participation de Roberto Angelini et produit par Max Carola, ingénieur du son dans les Capri Digital Studios. L'album contient également Stelle nere, une chanson écrite pour C.F.F. par Paolo Archetti Maestri de Yo Yo Mundi.
Le single Come fiori dédié au boxeur Johann Trollman appelé Rukeli a inspiré en 2018 le spectacle théâtral Mon inv(f)erno ... vie gitane, réalisé par Maurizio Vacca,. Même Il Fatto Quotidiano consacre un article à cette spectacle. 
Mon inv(f)erno ... vie gitane a inauguré la dixième édition du Festival International de Théâtre TeatroLab au théâtre Tagliavini de Novellara, en mars 2019. 
Le videoclip de Come fiori est réalisé par le réalisateur Enzo Piglionica et est diffusé par Rai 3.

### Le retour de C.F.F. e il Nomade Venerabile (2019)
En juillet 2019 C.F.F. e il Nomade Venerabile célèbrent le vingtième anniversaire en jouant avec Diaframma et Zola Blood au Giovinazzo Rock Festival et en publiant le best of DiVenti,,. L'album est présenté le 13 février 2019 lors de l'émission Sonoricamente de Radio Koper et lors de l'émission Night Toys de Radio Città Aperta (Rome). Certaines chansons tirées du concert du vingtième anniversaire réalisé au Garage Sound le 28 décembre 2019 à Bari ont été programmées par RAI Radio Live.
Le 15 mars 2021, le nouvel album E sia sort. Tous les titres et paroles des chansons sont tirés de la collection homonyme de la poétesse Grazia Procino. Dans l'une des chansons, La veglia, il y a la participation d'Andrea Chimenti. La publication est anticipée par un spécial dans La Gazzetta del Mezzogiorno du 2 mars 2021 et par un article dans La Repubblica du 13 mars 2021. Pour un choix précis du groupe, les chansons ne sont pas présentes sur le web mais sont programmées uniquement par la radio.
En décembre 2023, le label NOS Records sort Stagioni. Tributo ai Massimo Volume auquel C.F.F. e il Nomade Venerabile participez avec la chanson Fred tirée de Il nuotatore.

## Membres

### Membres actuels
- Vanni La Guardia – basse, chant, (depuis 1999)
- Anna Maria Stasi – chant, scénographie (depuis 2002)
- Anna Surico - guitare électrique, guitare acoustique, synthétiseurs (depuis 2003)
- Guido Lioi – batterie (depuis 2019)

### Anciens membres
- Nicola Liuzzi – batterie (1999–2010)
- Monica Noatrnicola – claviers (2002-2010)
- Carmela Milano – danse-théâtre (2002 - 2006)
- Anna Moscatelli – danse-théâtre (2006 - 2010)
- Fabrizio Lavegas – guitare électrique, claviers (2008 - 2013)
- Pasquale Paradiso – théâtre (1999 - 2002)
- Pippo De Bellis – théâtre (1999 - 2000)

## Discographie
- 2004 : Ghiaccio
- 2006 : Circostanze
- 2009 : Lucidinervi
- 2013 : Attraverso
- 2014 : Al cuore (EP)
- 2015 : Canti notturni
- 2019 : DiVenti (best of)
- 2021 : E sia